# دهستان شیرینو
دهستان شیرینو، یکی از دهستان‌های بخش سیراف شهرستان کنگان در استان بوشهر ایران است. مرکز این دهستان، روستای لاورده است.

## جمعیت
بر پایه سرشماری عمومی نفوس و مسکن در سال ۱۳۹۵، جمعیت دهستان شیرینو برابر با ۴۶۷ نفر بوده‌است.

## شفافیت محدوده شیرینو
حدود جغرافیایی شهرستان کنگان در ضلع جنوبی توسط زهرا احمدی، مدیرکل تقسیمات کشوری به استانداری بوشهر و دستگاه‌های مرتبط ابلاغ شد. بر این اساس، حوزه شهرستان کنگان بیش از ۶ کیلومترِ طول [از سمت حوزه صنایع مستقر در این منطقه] تثبیت یافت.
حدود جغرافیایی شهرستان کنگان پس از ۱۳ سال مسکوت بودن مشخص و واحدهای پتروشیمی و صنعتی زیر در محدوده جغرافیایی شهرستان کنگان و شهر شیرینو قرار گرفتند.
در ادامه روند شفاف‌سازی و تثبیت محدوده دهستان شیرینو، عباس علیپور، مدیرکل تقسیمات کشوری وزارت کشور، طی اعلام رسمی، محدوده این دهستان را به محدعلی فلاح، مدیرکل کاداستر کشور، ابلاغ کرد. در پی این ابلاغیه، محدعلی فلاح نیز طی نامه‌ای رسمی، محدوده مشخص‌شده را به بزرگمهر، مدیرکل ثبت اسناد و املاک استان بوشهر، اعلام نمود.
با اعلام رسمی جدید، مناطقی که پیش‌تر تحت تابعیت دهستان شیرینو قرار داشته‌اند و برای مدتی دچار ابهام شده بودند، مجدداً تثبیت شده و در اسناد رسمی کشور به ثبت خواهند رسید. این اقدام که در راستای شفاف‌سازی مرزهای این منطقه انجام شده است، گامی مهم در جهت رفع هرگونه سوءبرداشت، جلوگیری از اختلافات احتمالی و ارتقای هماهنگی میان نهادهای اجرایی و ثبتی خواهد بود.
همچنین، بر اساس این ابلاغیه، تمامی مراجع ذی‌ربط موظف به اعمال محدوده جدید در اسناد، نقشه‌های رسمی و سامانه‌های ثبت اراضی خواهند بود. این اقدام علاوه بر ایجاد شفافیت اداری، زمینه‌ساز برنامه‌ریزی‌های دقیق‌تر در توسعه زیرساخت‌ها، سرمایه‌گذاری‌های صنعتی و بهبود شرایط اجتماعی و اقتصادی منطقه خواهد شد
انتظار می‌رود که این تثبیت مرزی، علاوه بر کاهش تنش‌های اداری و اختلافات محلی، به تقویت همبستگی میان شهرستان‌های کنگان و عسلویه و افزایش همکاری‌های اقتصادی و اجتماعی منجر شود.

## پیامدهای تثبیت مرزهای شیرینو
با توجه به اهمیت تثبیت این محدوده، پیامدهای کلیدی این اقدام عبارت‌اند از:
1. رفع ابهام قانونی: تمامی نهادهای ثبت اسناد، اداره‌های دولتی و بخش خصوصی موظف به اعمال محدوده جدید هستند.
2. توسعه زیرساخت‌ها و سرمایه‌گذاری:با تثبیت حدود قانونی، مسیر برای سرمایه‌گذاری‌های جدید در حوزه‌های صنعتی، تجاری و عمرانی هموار خواهد شد.
3. افزایش هماهنگی بین شهرستان‌های کنگان و عسلویه: این اقدام می‌تواند تنش‌های محلی را کاهش داده و منجر به همکاری بهتر بین مسئولان دو شهرستان شود.
4.کاهش اختلافات ثبتی و جلوگیری از ادعاهای متناقض:** با این شفاف‌سازی، موانع حقوقی در ثبت زمین‌ها و املاک برطرف خواهد شد.
5. تقویت موقعیت اقتصادی شیرینو: به دلیل قرار گرفتن برخی از مهم‌ترین واحدهای صنعتی و پتروشیمی کشور در این محدوده، این اقدام در تقویت موقعیت اقتصادی منطقه نقش مهمی خواهد داشت.
| شرکت‌ها                          |                           |                                            |                                               |                     |                            |
| ------------------------------- | ------------------------- | ------------------------------------------ | --------------------------------------------- | ------------------- | -------------------------- |
| شرکت پتروشیمی بوشهر [فاز ۱ و ۲] | شرکت پتروشیمی کاویان      | شرکت پتروشیمی سبلان                        | شرکت پتروشیمی آپادانا                         | شرکت پتروشیمی هنگام | شرکت پتروشیمی دماوند انرژی |
| شرکت پتروشیمی مرجان             | شرکت پتروشیمی لاوان       | شرکت پتروشیمی پارس گلایکول (پارس فنل سابق) | شرکت سپهر مکران                               | شرکت مهر پترو کیمیا | شرکت پتروشیمی هرمز         |
| شرکت پتروشیمی کیان              | شرکت پتروشیمی آرین متانول | شرکت پتروشیمی رایان پلیمر پویا             | شرکت تقویت فشار خط اتیلن غرب                  | شرکت فراسکو         | فاز ۲ بندر پتروشیمی پارس   |
| آب شیرین‌کن نور ویژه             | شرکت پتروشیمی مهر         | [بخشی از] شرکت پتروشیمی دنا                | [بخشی از] شرکت پتروشیمی کیمیای پارس خاورمیانه |                     |                            |